# Roudnice nad Labem
Roudnice nad Labem település Csehországban, a Litoměřicei járásban. Roudnice nad Labem Kleneč, Krabčice, Vědomice, Židovice, Přestavlky, Nové Dvory, Dobříň, Černěves és Dušníky településekkel határos. Lakosainak száma 12 823 fő (2024. január 1.).

## Fekvése
Az Elba bal partján, A 415 méter magas Szent György hegy (RIP) közelében fekvő település.

## Története

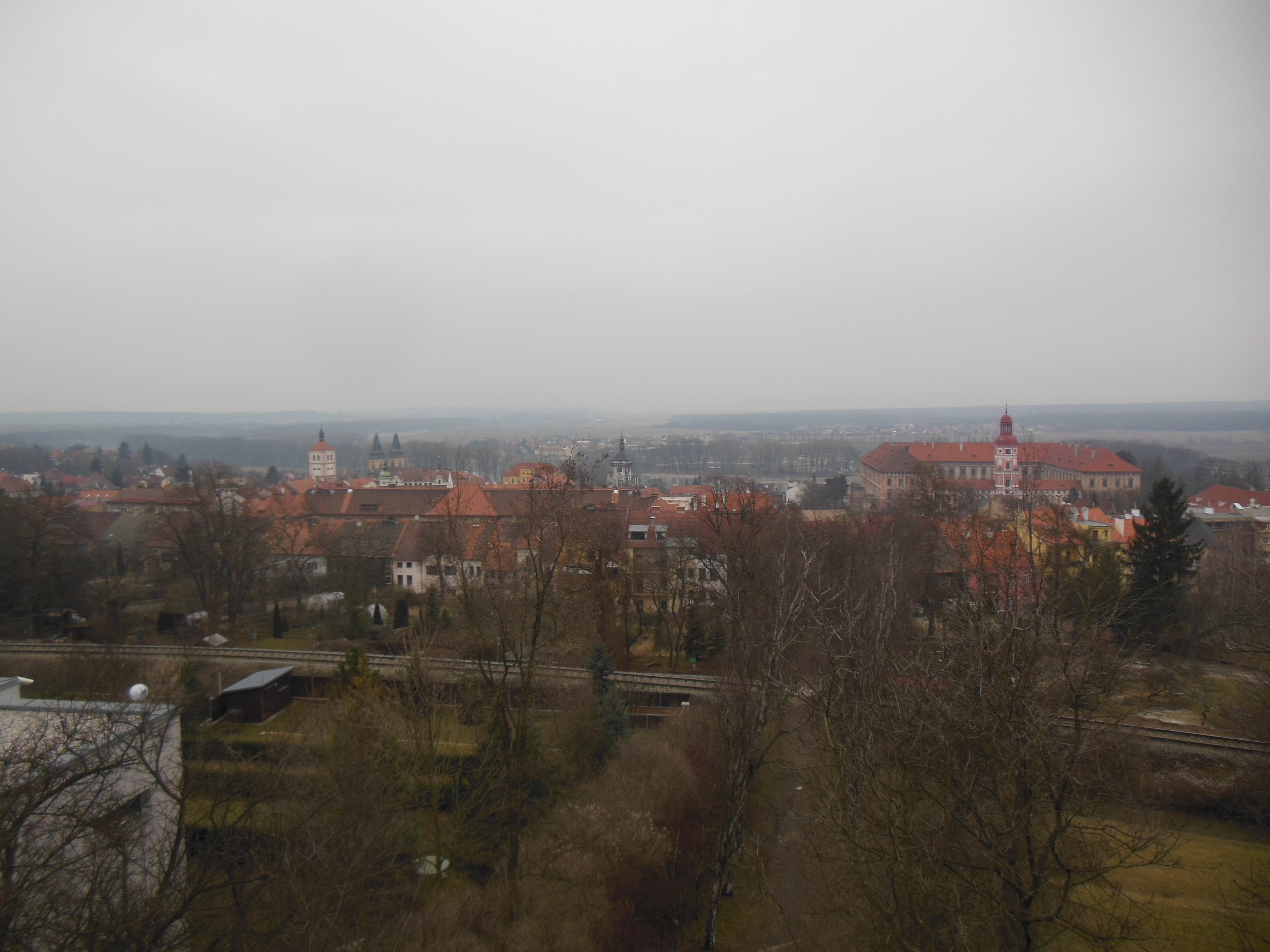

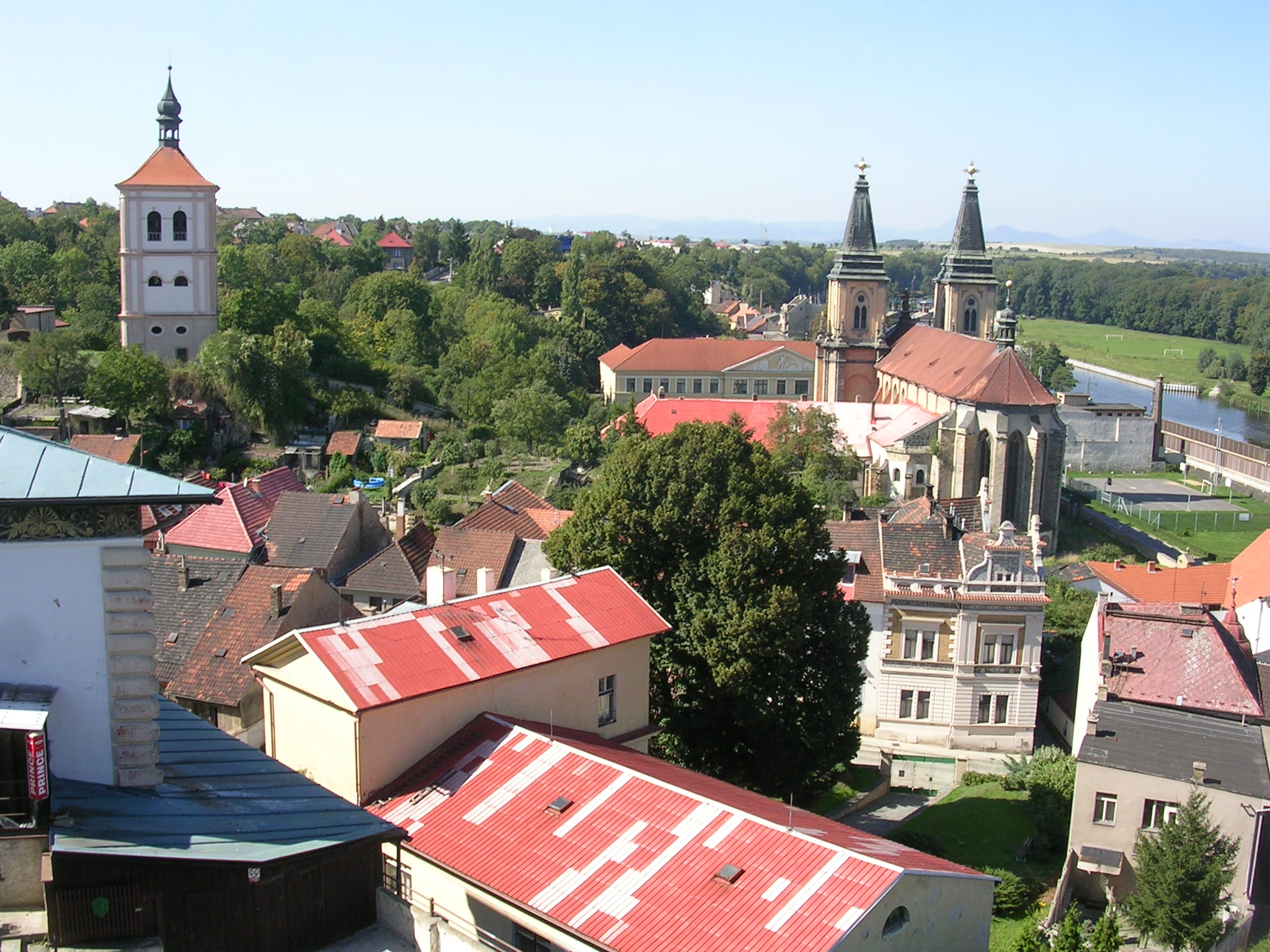

A települést 1167-ben említették először Roudnice néven. III. Heinrich Břetislav akkori prágai püspök francia stílusban épült vadászkastélya állt itt. A 14. században már mint virágzó település volt ismert.
IV. János püspök idején kezdték el építeni a Szent Vencel templomot és ez idő tájt építették a kőhidat is az Elbán.
A huszita háborúk idején 1421-ben és 1425-ben Raudnitz is leégett. 1434-1561 körül már a püspöki vár már is elvesztette jelentőségét.
1575-ben a Prágai érsekség Raudnitz várát eladta a csehországi Wilhelm von Rosenbergnek, kinek köszönhetően a romos vár és a kőhíd megújult. Halála után 1592-ben özvegye Polyxena Pernstein örökölte Raudnitzot, aki 1603-ban a csehországi Zdeněk Vojtěch Popel Lobkowitzhoz ment férjhez, aki 1615-1628 között felújította a Vencel templomot és a kapucinus kolostort. Raudnitz urai a Lobkowiczok lettek. 
A harmincéves háború pusztítása után, Wenzel Eusebius Lobkowicz alatt a károkat kijavították. Ezen kívül ő kezdte el építeni a mai kastélyt az egykori püspöki vár alapjaira 1652-ben Antonio della Porta és Francesco Carratti építészek tervei szerint. 
Ferdinand August von Lobkowicz (1655-1715) 1684-ben egy művészeti galériát rendezett be itt, ezen kívül gazdag könyvtára is volt, amelyben többek között egy 10. századi evangéliumi könyvet is őriztek. A kastély értékes belseje az idők során elveszett vagy kiégett, vagy részben más kastélyok és múzeumokba került.
1804-ben itt a raudnitzi kastélyban volt Beethoven „Eroica” című művének premierje is. Joseph Haydn is Franz Joseph Maximilian von Lobkowitznak ajánlotta utolsó két, úgynevezett Lobkowitz-kvartettjét (op. 77 Hob. III:81–82, 1799).

## Nevezetességek
- A Lobkowitz család kastélya

## Itt születtek, itt éltek
- Jakub Krystof Rybníčky (1583–1639) - cseh zeneszerző
- Joseph Franz von Lobkowitz (1722–1816) - zenész és mecénás Prágában és Bécsben
- Paul Cartellieri (1807–1881) - doktor és Franzensbad díszpolgára Raudnitzban töltötte gyermekkorát.
- Max Dvořák (1874–1921) - művészettörténész
- Georg Wilhelm Pabst (1885–1967) - osztrák filmrendező
- Václav Vydra (1902–1979) - színész és rendező
- Kurt Epstein (1904–1975) - csehszlovák vízilabdázó, olimpikon és holokauszttúlélő
- Jan Kozák (1921–1995) - cseh író
- Roman Týce (* 1977) - cseh labdarúgó
- Pavlína Ščasná (* 1983) - cseh labdarúgó és válogatott labdarúgó (1998-2008)
- Milan Děžinský (* 1974) – költő, szigetkutató

## Testvértelepülései
- Dessau-Roßlau, Németország
- Ruelle-sur-Touvre, Franciaország

## Galéria

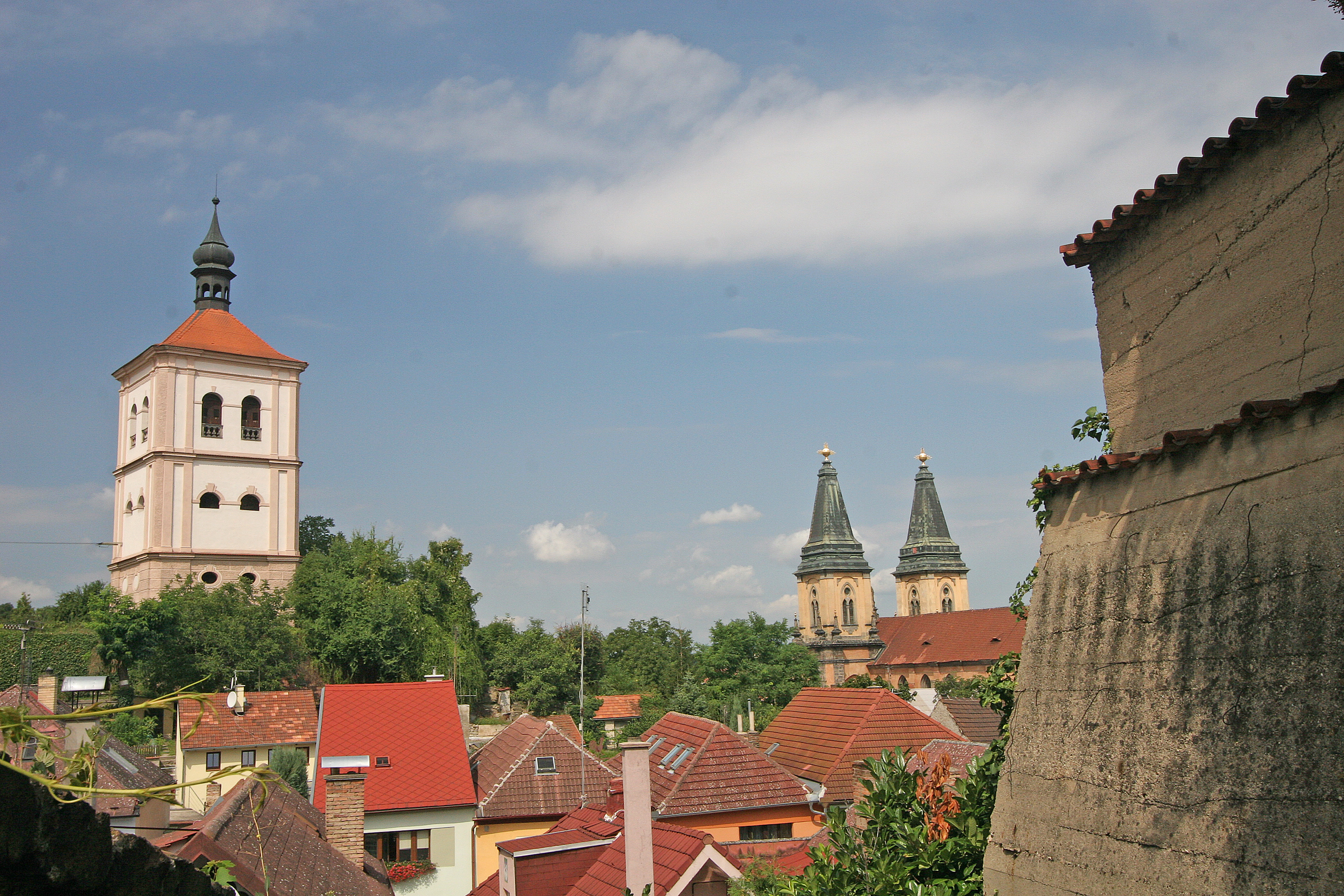
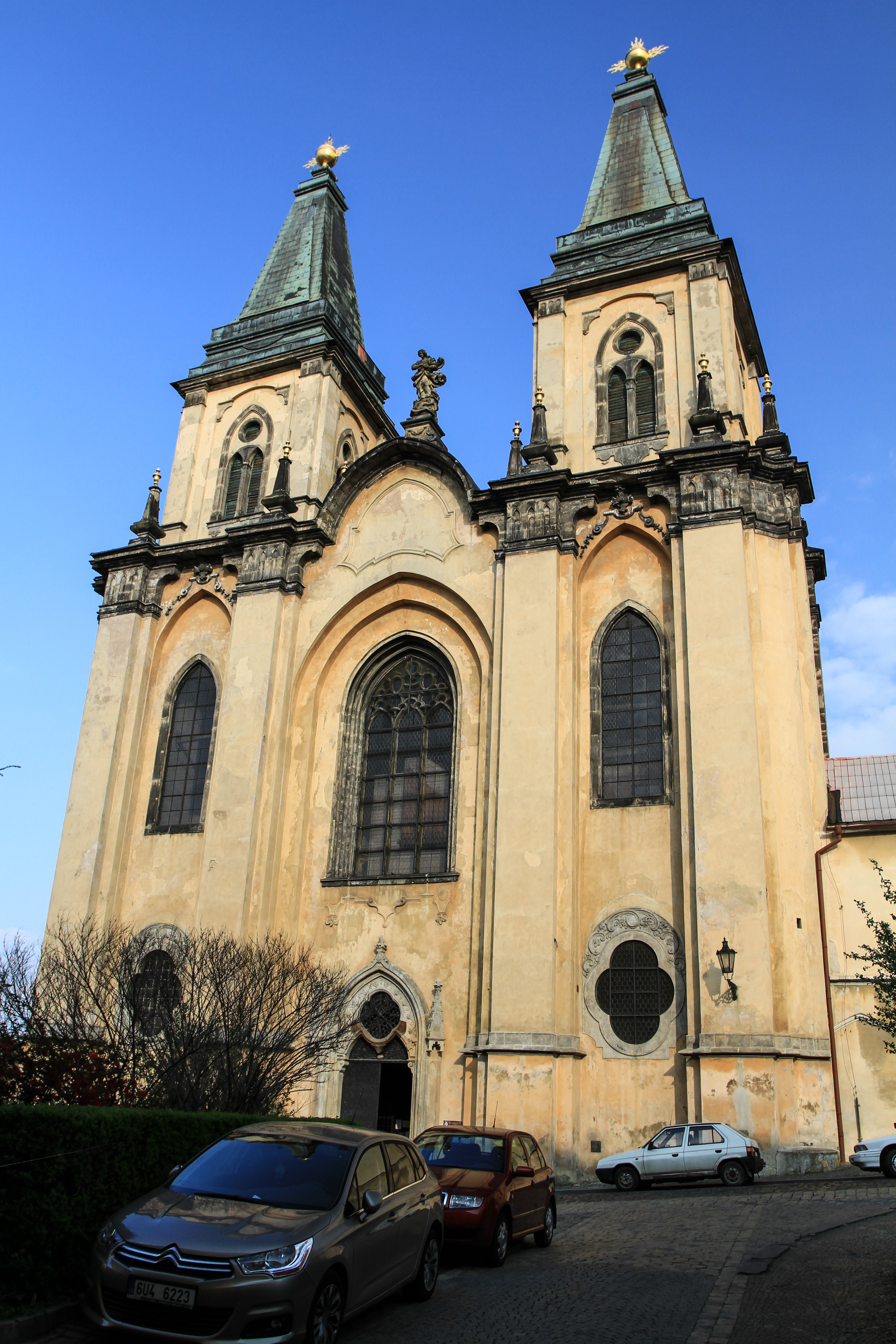
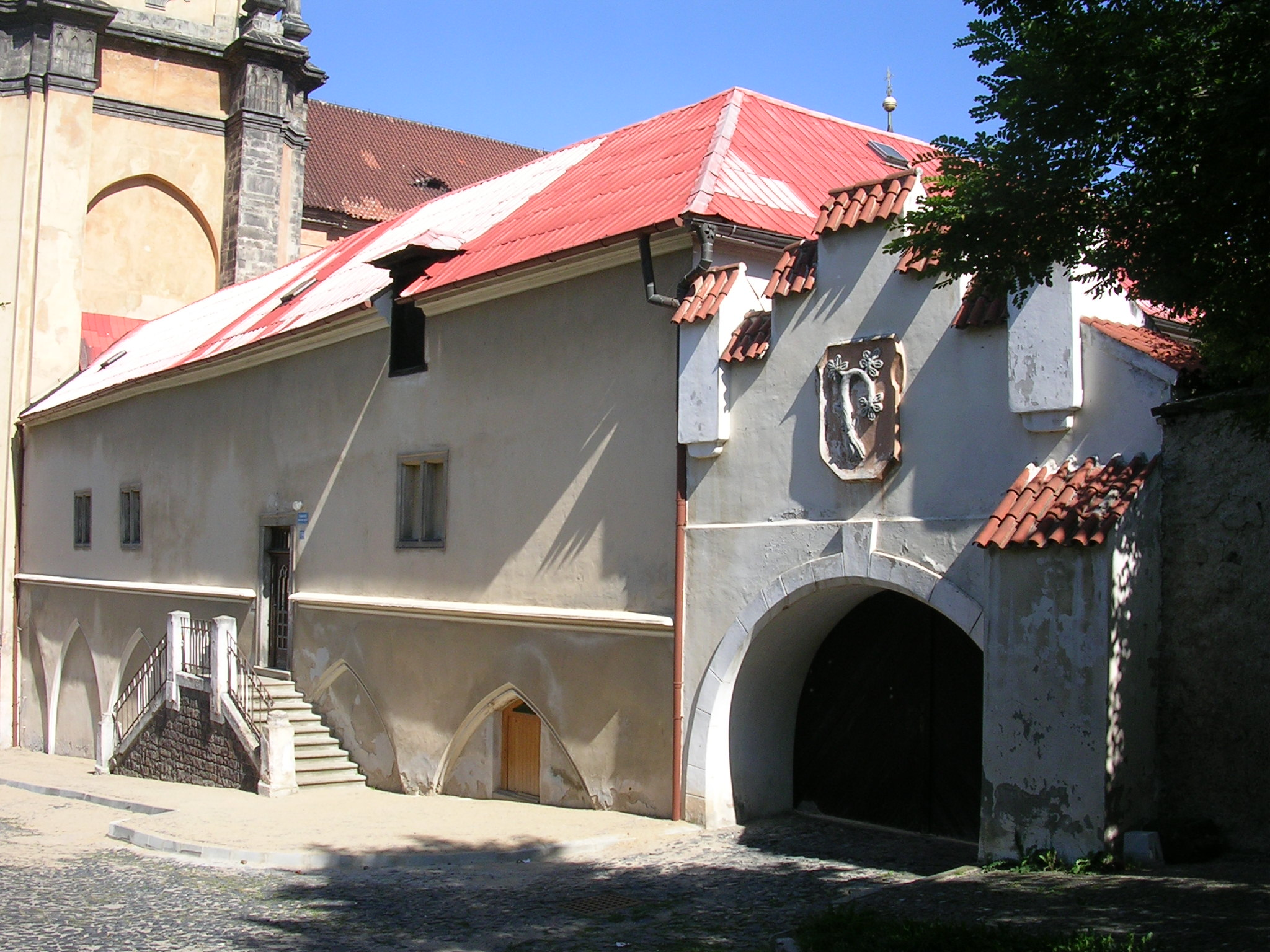
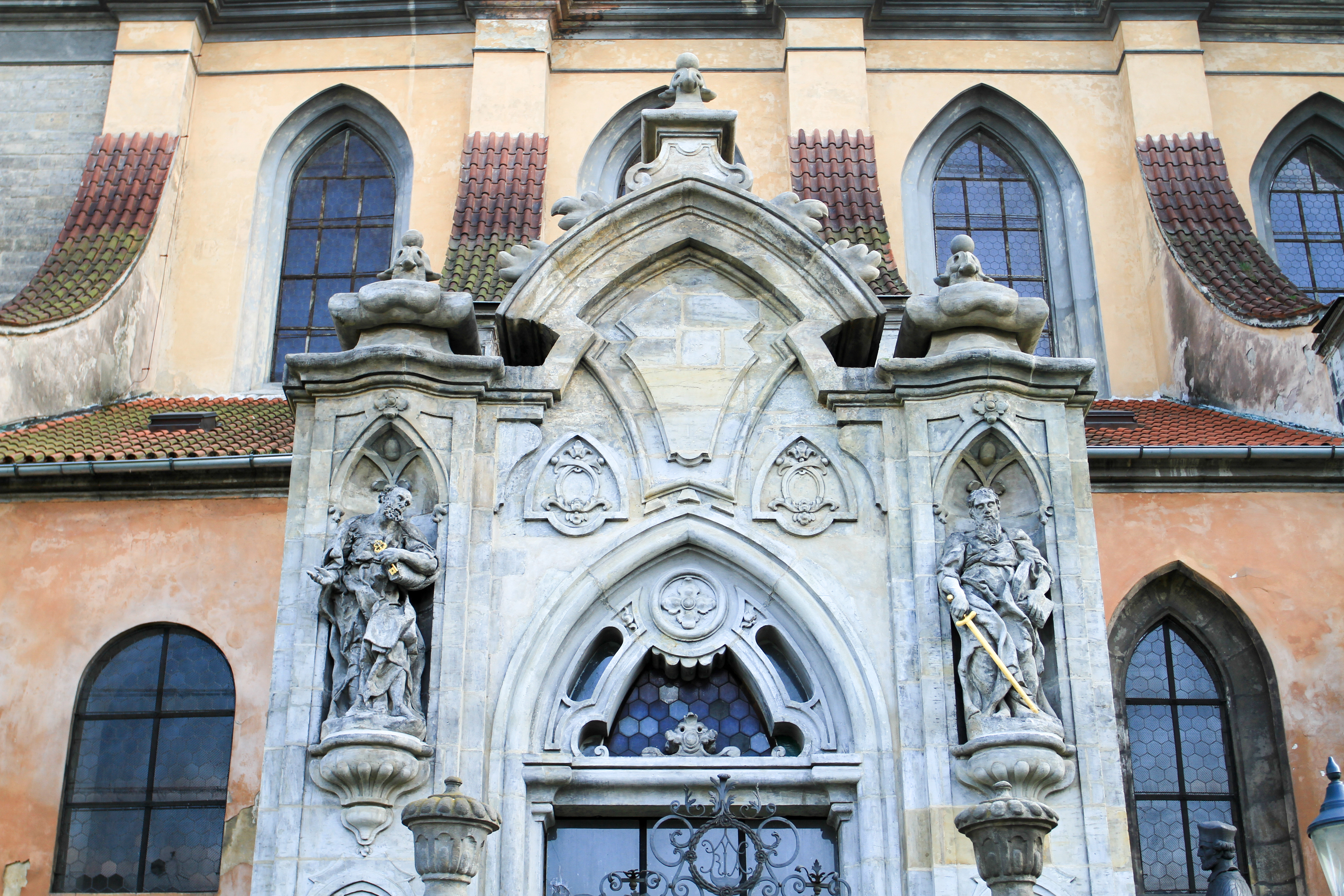
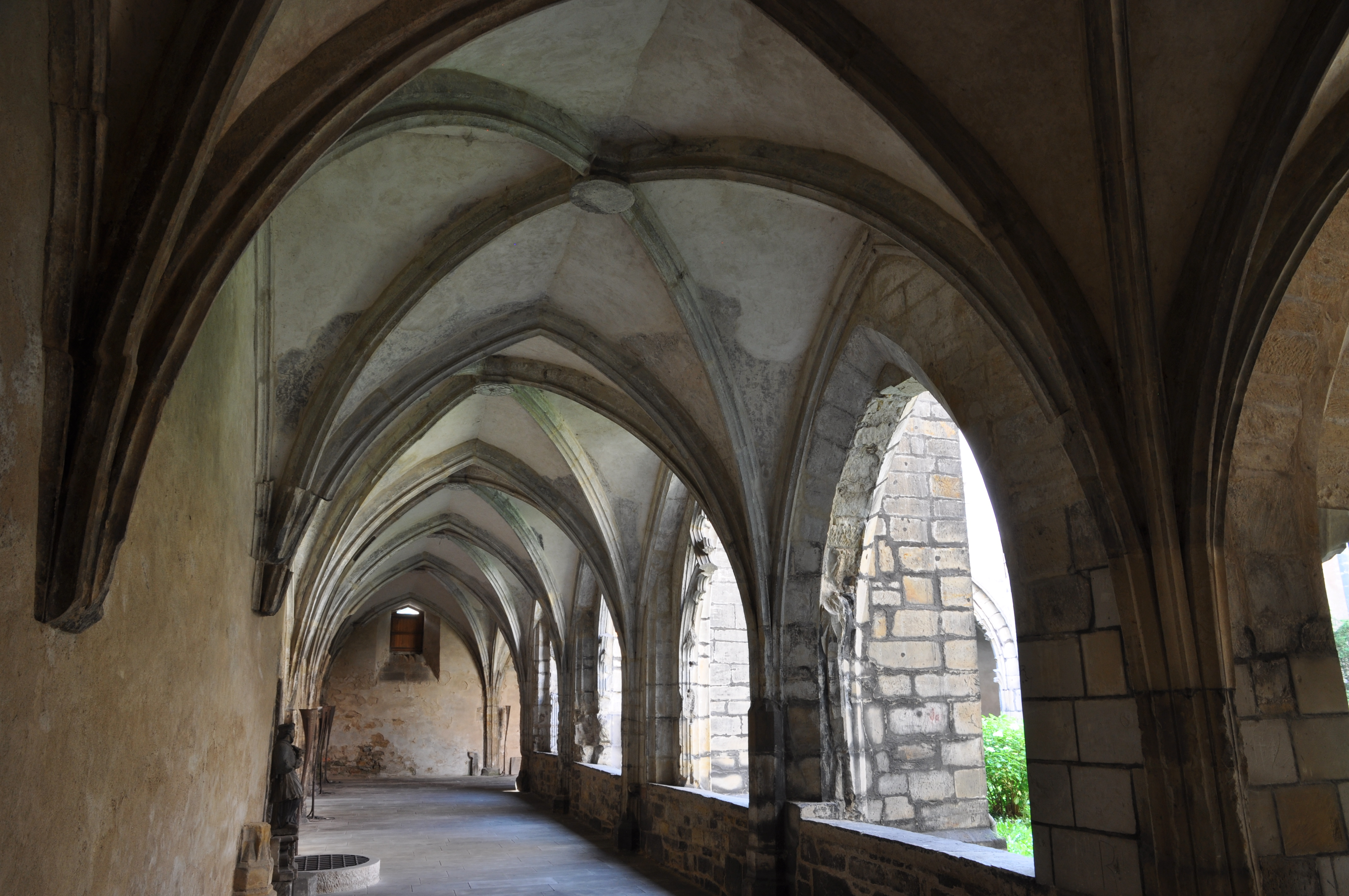
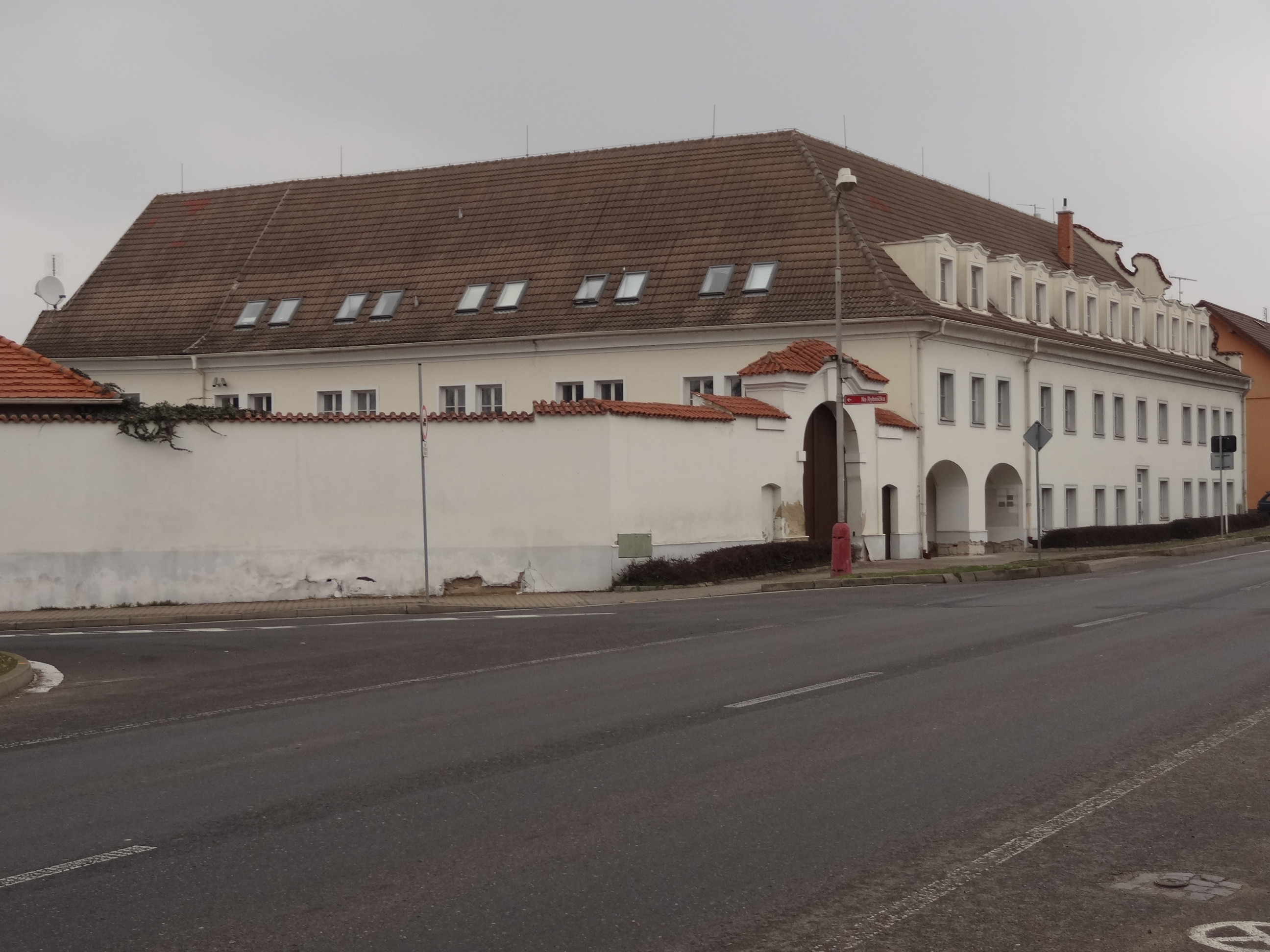
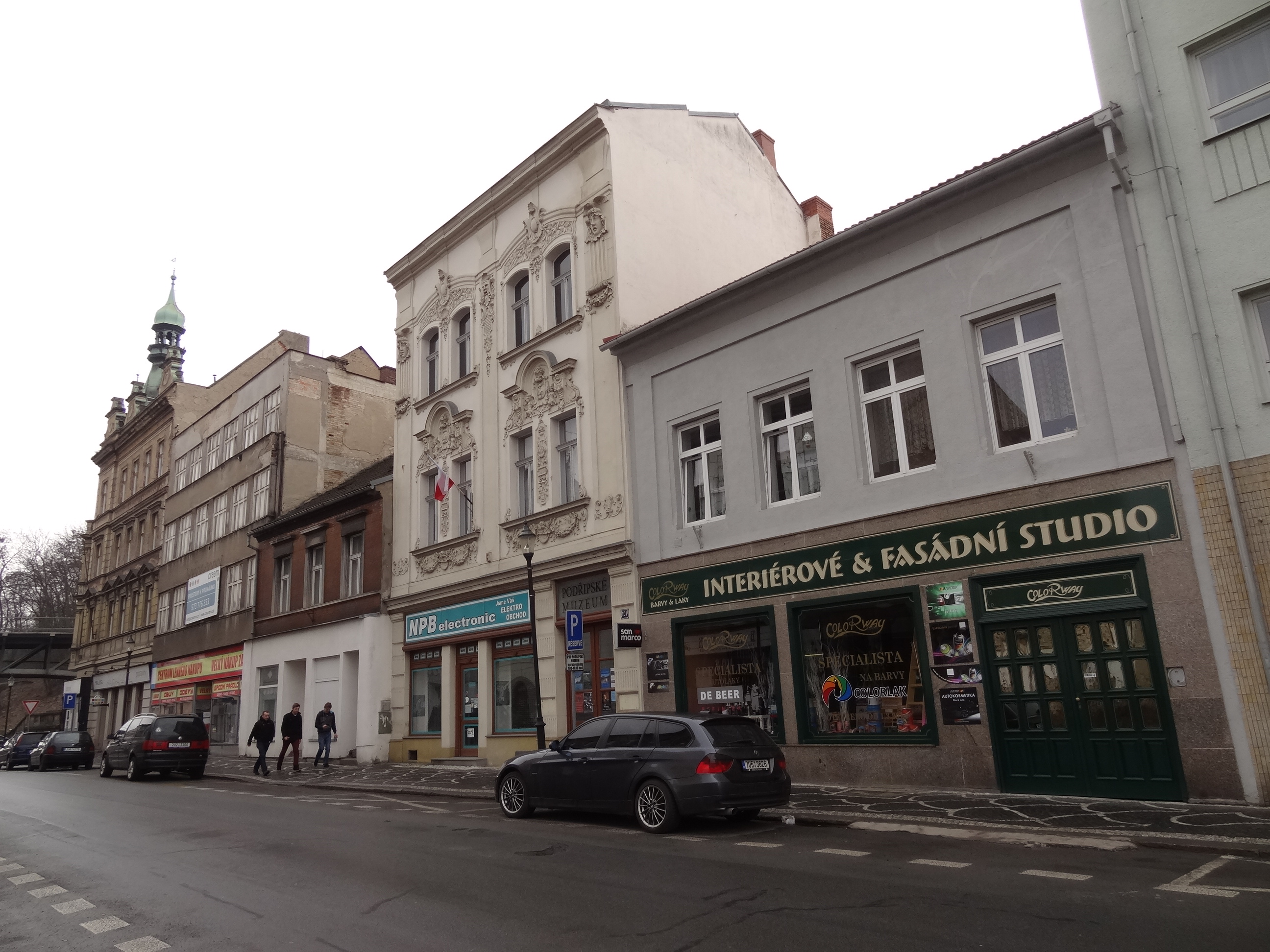

## Népesség
A település lakosságának változását az alábbi diagram mutatja:
| Lakosok száma | 4937 | 7986 | 8905 | 10 541 | 13 956 | 12 915 | 12 995 | 12 967 | 12 372 | 12 823 |
|               | 1869 | 1900 | 1921 | 1961   | 1980   | 2011   | 2016   | 2019   | 2021   | 2024   |